# 热河法政专门学校
热河法政专门学校是民国初年位于承德的一所高等院校。

## 历史沿革
1907年，清廷批准廷杰的上奏，设立热河速成法政学堂，学堂监督为候补知县马际瀛。校址位于今天的承德市头条胡同肃顺府。
1912年，热河速成法政学堂改为热河法政专门学校，校长为胡之冕。
1914年6月，学校停办，第二年（1915年）在原址上设立热河公立师范学校。